# Cipreses
Cipreses – dystrykt w Kostaryce, w kantonie Oreamuno, w prowincji Cartago.

## Historia
4 stycznia 1938 od dystryktu Cipreses odłączył się kawałek terytorium i w ten sposób powstał nowy dystrykt, Santa Rosa.

## Geografia
Cipreses ma powierzchnię 9,31 kilometrów kwadratowych i leży na wysokości 1 700 m n.p.m..

## Demografia
Według zliczenia ludności w 2011 roku w dystrykcie Cipreses mieszka 3 700 mieszkańców.

## Transport

### Transport drogowy
Przez dystrykt Cipreses biegną następujące drogi krajowe:
- Droga krajowa nr 230